# 澳門中華總商會
澳門中華總商會（葡萄牙語：Associação Comercial de Macau）是澳門最有影響力的工商社團之一，成立于1913年1月8日，原名澳門商會，1916年才正式改為現名；2002年獲澳門政府授予工商功績勳章。该组织在政治上属于建制派。

## 沿革
早在20世紀初，華商曾在清政府鼓勵下，成立華商之商會，但後被葡萄牙政府所撤銷。直至1911年，蕭瀛洲等華商見澳門華商眾多，於是便發起籌備商會，並擬具綱領進行申請。幾經努力，終於在1912年12月14日獲葡萄牙殖民政府批准立案，1913年1月8日正式成立澳門商會。與此同時，澳門商會亦以旅澳華商總會名義申請，中華民國政府工商部批准後正式立案，1916年才定名為現名。

## 宗旨
擁護「一國兩制」，團結工商界，堅持愛祖國、愛澳門，維護工商界正當權益，做好工商服務工作，促進與外地之商業聯繫，為澳門特別行政區的社會安定、經濟繁榮而努力。

## 會址
澳門商會於成立初期，只借同善堂為臨時辦事處，繼後才由康公廟值理會撥借木橋街四號為會所。直至1930年，該會通過協議募款，才購入議事亭前地十八號為會址。及至1987年5月，澳門中華總商會獲澳葡政府租予一新口岸上海街地皮，興建了“澳門中華總商會大廈”。自該廈於1991年7月28日落成後，此廈即成為澳門中華總商會之會址。而議事亭前地舊址則於1994年8月動工拆建為“中華商業大廈”作為賞產。

## 組織架構
澳門中華總商會從成立至今，不斷完善其制度。從早期由總理領導，1935年改為主席值理制，1948年實行理監事制，1968年由理監事制改為理事制，1980年再改為會董制，最後於1986年實行會董監事制。
現今澳門中華總商會內設理事會及監事會，其成員與商會會長均以選舉方式產生。澳門中華總商會的執行機構為理事會，會員分團體會員、商號會員、個人會員共三類。理事會內設總務部、聯絡部、文康部、工商事務部、財務部、交際部、嘗產管理委員會、附設學校校董會、青年委員會及婦女委員會等部門，由37名常務理事處理日常會務。監事會則為澳門中華總商會的監察機構，負責監察會內之運作與帳目。澳門中華總商會之附屬機構分別有：八角亭圖書館、澳門中華總商會附設商訓學校和澳門中華總商會附設青洲中學。

## 設施與服務
澳門商會曾設“商品陳列所”、“商務諮詢處”和開辦商業訓練班等，致力為澳門工商界謀求發展。澳門中華總商會發揮了華人團結力量，並開展與中國交流合作的活動，積極貢獻了兩地的經濟發展。成立至今，亦通過團結澳門工商界人士，共同維護和爭取工商界的合理權益。澳門回歸後，澳門中華總商會服務仍繼續發揮橋梁和中介作用，主要服務有簽發產地來源證、辦理商服務簽證 、舉辦工商業座談會、提供商業數據查詢等。另外，亦定期出版《澳門中華總商會會訊》和《澳門中華總商會會員錄》等刊物。
除此以外，其服務更伸延至公益事業，其中商會曾於1947年及1949年開辦國語研究班及商業訓練班，1954年應社會要求設澳門中華總商會附設商訓夜中學。自1983年該校更擴辦高中課程，成為政府認可的成人學歷補償教育學校。同樣因應社會需求，澳門中華總商會另於1951年創建澳門中華總商會附設青洲小學。雖然該校在1954年被火所毀，但商會隨即再斥資興建青洲小學，繼續利用教育工作服務市民。
1948年，澳門中華總商會副理事長何賢捐贈南灣花園之八角亭給澳門中華總商會開辦公眾閱書報室。澳門中華總商會附設閲書報室於1948年11月1日開幕，至今仍服務於大眾市民。
自2009年澳門立法會選舉開始，成員陳美儀便以「改革創新聯盟」的名義參選，並成功當選立法會議員。

## 歷屆領導
- 蕭瀛洲總理（1913-1929）
- 盧焯孫總理（1930-1931）
- 范潔朋總理（1932-1934）、主席（1935-1940）
- 高可寧主席（1941-1945）
- 劉柏盈主席（1946-1947）、理事長（1948-1949）
- 何賢理事長（1950-1979）、會長（1980-1983）
- 馬萬祺會長（1984-2010）
- 馬有禮會長（2010至2020年9月6日）
- 崔世昌會長（2020年9月6日至今）

## 外部連結
- 澳門中華總商會 （页面存档备份，存于）
- 澳門百科全書：澳門中華總商會